# آهنگ (فیلم ۱۹۵۳)
آهنگ (انگلیسی: Melody) یک فیلم است. آهنگ یک فیلم کوتاه از والت دیزنی است که در ۲۸ ماه می سال ۱۹۵۳ روی اکران رفت. اولین کارتون فیلم‌برداری شده در فضای سه بعدی بود. این فیلم در تئاتر سرزمین عجایب در دیزنی لند به عنوان بخشی از فیلم سه‌بعدی جمبوری نشان داده شد. این فیلم اولین بار در یک سری آموزشهای کوتاه اصول موسیقی را، به نام «ماجراهایی در موسیقی» آموزش می‌داد. فقط یک فیلم دیگر از این سری مجموعه ساخته شده‌است، همراه با صدای شیپور، سوت زدن، صدای تلپ و بوم؛ و در آن شخصیت‌های فیلم باآهنگ‌های دیزنی به آواز خواندن ادامه می‌دهند.